# Mercado de Quinta Crespo
El Mercado de Quinta Crespo o bien el Mercado Municipal de Quinta Crespo es un mercado municipal que es administrado por el gobierno de la Alcaldía del Municipio Libertador de Caracas. 

## Datos
Su inauguración fue el 8 de junio de 1951 por el expresidente Marcos Pérez Jiménez, con la intención de hacer un preciado recinto de casi 20 hectáreas que sirviera para proveer de productos de primera necesidad a la mayoría de los habitantes del "casco central" de Caracas y gran parte de sus zonas aledañas.
Se localiza en el sector Quinta Crespo, en la Parroquia Santa Teresa, cerca de la Avenida Baralt en la Avenida Oeste 18 en el Municipio Libertador del Distrito Capital y al oeste del Distrito Metropolitano de Caracas, al centro norte del país sudamericano de Venezuela.
Se trata de uno de los mercados más antiguos de la ciudad que conserva en algunas partes un ambiente de época propio de la etapa (finales años cincuenta) en el que fue establecido. Se ofrecen carnes, pollo, huevos, verduras y todo tipo de alimentos básicos. Hasta los años noventa hubo una sección de mercado donde se podían comprar alimentos proprios de las colonias europeas de Caracas (especialmente las españolas, italianas y portuguesas). Incluye un centro comercial para la economía popular y en donde regularmente se hacen ferias de pescado.